# Ligia dioscorides
Ligia dioscorides är en kräftdjursart som beskrevs av Stefano Taiti och Franco Ferrara 2004. Ligia dioscorides ingår i släktet Ligia och familjen gisselgråsuggor. Inga underarter finns listade i Catalogue of Life.